# Norðanfyri Blámansfjall
Norðanfyri Blámansfjall är ett berg på ön Eysturoy på Färöarna. Berget har en högsta topp på 751 meter. Berget ligger 750 meter norr om berget Blámansfjall.